# Гарель
Гаре́ль (точнее «Аре́ль» [aʁɛl]; фр. [Révolte de la] Harelle; от восклицания Haro! — «Ко мне!», «Ату!») — восстание жителей Руана в 1382 году.
Причиной восстания было незаконное взимание большего налога, чем установленный Генеральными штатами Нормандии. Руанское восстание представляет собой часть цепи народных возмущений, охвативших Европу после эпидемии Чёрной Смерти, — подобные городские и сельские восстания против чрезмерного налогового гнёта в последнее 20-летие XIV века охватили Англию (восстание Уота Тайлера), Италию (восстание чомпи, восстание тукинов), Венгрию. В самой Франции в это же время шло восстание тюшенов в Лангедоке и Оверни, с огромным трудом подавленное парижское восстание майотенов, компьеньское восстание, восстание белых шаперонов в Генте, городское восстание в Амьене. Вслед за остальными восстание жителей Руана жестоко подавлено, однако в течение следующих 25—30 лет французское правительство уже не рисковало повышать налоги и подати.

## Происхождение названия
Призыв «аро» (haro) как требование суда и справедливости представляет собой одно из самых древних установлений нормандского кутюма. Согласно ему, любой, посчитавший себя несправедливо обиженным, мог опуститься на колени и, воздев руки к небу, прокричать «Аро! Аро! Аро! Правитель мой, мне чинят зло!» Кричащего «аро» герцогу (или, в его отсутствие, представителю местной власти) немедленно следовало взять под охрану, бдительно следя, чтобы противная сторона не разделалась со своей жертвой. Потенциальному обидчику предписывалось тут же прервать свои занятия и ждать решения суда. Со временем правила усложнялись. В частности, кричать «аро» не позволялось против собственного сеньора, против короля или его слуг — исключением был случай откровенного с их стороны превышения власти; обвиняемого уже не предписывалось немедленно доставлять в суд или по необходимости брать под стражу и какое-то время держать в заключении, но сути обычая это не меняло. «Аро» оставался призывом к правосудию и справедливости — просьбой о защите слабого от грубой силы. Именно в этом качестве он стал боевым кличем восставших.
Возникнув ещё во время существования независимого нормандского герцогства, этот обычай пережил присоединение Нормандии к Франции и неизменно подтверждался французскими королями, при том, что его реальное употребление с развитием уголовного и гражданского права в конечном итоге совершенно исчезло. Точное значение слова «аро» неизвестно. Обычно выдвигаемая версия, будто «аро» является сокращением от «А, Роллон!» (Ah, Rollo!) и представлял исконно призыв, обращённый к герцогу Роллону, в нынешнее время подвергается сомнению. Вместо того слово «аро» пытаются сопоставить с древневерхненемецким hera! — «сюда!», тем более, что подобный обычай был также свойственен германским народам, в частности, саксам, под латинизированным наименованием Clamor Violentiae.

## Предыстория

### Руан в Позднее Средневековье

#### Экономическая жизнь города

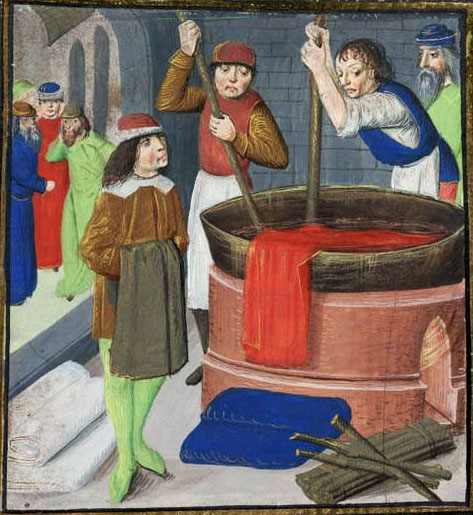
Красильщики, входившие, среди прочих, в суконную корпорацию. Миниатюра. Фландрия, XV век

Руан в XIV веке был столицей нормандского герцогства, одного из богатейших во Франции, его аграрным и промышленным центром. В окрестностях города располагались пшеничные поля, пастбища и виноградники. На рудниках добывали золото, железо, серебро, мрамор, соль. Руан был одним из крупнейших городов Нормандии, уже в XIII веке его население достигало 40 тысяч человек. В городе было множество ремесленных корпораций, из которых статуты имели 77. Среди них выделялись ювелиры, шпорники, оружейники, копиисты, художники, занимавшие северную часть города и северное предместье Сент-Андре. Юг был отдан портным, шляпникам, бондарям, столярам, медникам и мясникам. В районе городского порта селились грузчики. Кроме того, со времён короля Филиппа IV Руан играл важную роль и как военный порт. Руанский флот принимал участие в Столетней войне. В городе располагался также королевский арсенал. Самых крупных торговых корпораций насчитывалось 9, среди которых выделялась «Руанская торговая компания» (compagnie des marchands négociateurs gros), которая могла соперничать с «Парижской компанией» по торговле на Сене.
Из ремесленных корпораций Руана наиболее крупной и могущественной была корпорация суконщиков. В городе изготовлялось до 4500 отрезов сукна в год. На собраниях в ратуше суконщиков насчитывалось до двух тысяч человек. Талья для суконщиков составляла от тридцати до сорока тысяч ливров ежегодно. В корпорацию суконщиков входили и другие ремесленники, так или иначе связанные с суконной промышленностью: сукновалы, ткачи, красильщики и стригальщики шерсти. Руанское сукно славилось на всю Францию. На ярмарках в Сен-Дени Руан даже называли «городом сукна». Суконщики играли большую роль и в политической жизни города. Многие богатые представители этой профессии нередко избирались мэрами Руана. Даже на городской печати красовалась овца — символ корпорации суконщиков, она же сменила на гербе Нормандии герцогского леопарда, равно служа напоминанием о главной городской корпорации и об Агнце Божием.
С началом Столетней войны ряды руанских суконщиков пополнились беженцами из разграбленных англичанами городов. Этим беженцам в 1359 году было разрешено селиться в Руане и заниматься своим ремеслом. Поэтому вскоре возле города стали возникать целые поселения, практически все жители которых были суконщиками, что лишь способствовало усилению корпорации.

#### Нормандская хартия

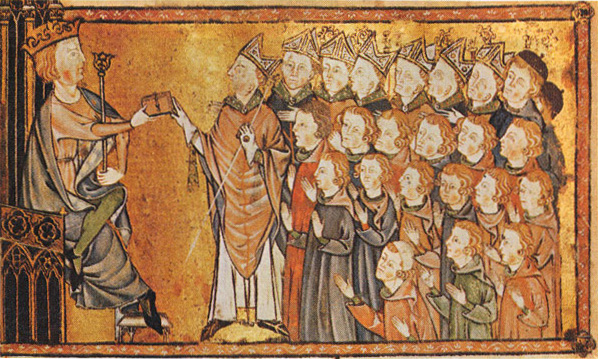
Дарование нормандской хартии. Миниатюра XIV века

Население Нормандии славилось своей неуступчивостью и приверженностью к давно устоявшимся обычаям. Расхожая шутка уверяла, что «нормандцы скорее сменят веру, чем законы». Впрочем, эта приверженность к законам имела вполне рациональное объяснение. Относительная свобода Нормандии от покушений королевских чиновников и в особенности постоянно недовольных королевских фискалов имела в основе своей два закона: свободы нормандского суда (так называемой Шахматной палаты) и свободы самоуправления, осуществлявшегося Генеральными штатами, в которых были представлены все три сословия провинции. Присоединив Нормандию к Франции и на словах поклявшись хранить её прежние «вольности», король Филипп-Август даровал герцогству хартию, включавшую изначально 28 пунктов, касавшихся суда, налогов и вольностей страны. Притом же король позаботился наводнить своими представителями нормандскую Шахматную палату и принудить своих новых подданных судиться по парижским законам, презрев местные кутюмы, а зачастую и быть вынужденными приезжать в Париж для суда или в поисках апелляции на вынесенное решение. С каждым новым царствованием права нормандцев, как, впрочем, и жителей других провинций, присоединённых к королевству силой оружия, попирались всё более, и в конечном итоге недовольство прорвалось наружу — представители трёх сословий Нормандии, самовольно собравшись вместе, требовали от короля твёрдых гарантий на будущее, угрожая, что в противном случае ситуация выйдет из-под контроля.
Король Филипп Красивый был вынужден согласиться принять нормандскую делегацию в своём замке в Венсене и выслушать их претензии и жалобы. Однако скоропостижная смерть короля не позволила осуществиться этим планам, и решать нормандский вопрос выпало уже преемнику Филиппа Людовику Сварливому.
В 1315 году 25-летний король, незадолго до того вступивший на престол и ещё неопытный в делах, был потрясён, услышав о многочисленных злоупотреблениях французских чиновников в Нормандии, о полном пренебрежении к местным обычаям, налогах, которые вводились без всякого учёта того, возможно ли вообще выплатить требуемые суммы, и несправедливостях, чинимых присланными из Парижа судьями. Королевский совет, не столь склонный к уступкам, не мог, однако, игнорировать то, что Нормандия, географически и исторически связанная с Англией, могла в любую минуту переметнуться на сторону этого вечного соперника французского короля и открыть ворота своих городов английской армии.
Требования нормандцев сводились к тому, чтобы отныне, как и в прежние времена, Шахматная палата стала высшим судом провинции, решение которого не могло быть оспорено столичными чиновниками, причём заседать в ней должны были исключительно нормандцы. Что касается налогов, то утверждать их должны были Генеральные Штаты Нормандии, и никто более, включая самого короля, не мог изменить их решение. Кроме того, хартия включала множество оговорок, касательно найма войска, сроков службы, монетного обращения, тонкостей налогообложения и т. д. — всего 55 пунктов. В частности, король обязывался отныне брать с нормандцев лишь прямой налог (талью), отказываясь от чрезвычайных «вспомоществований» на вино и предметы торговли (этот пункт сыграет особую роль в истории Гарели). Также монарх не имел отныне права принуждать руанцев к уплате подымного налога (т. н. фуажа) (69). 15 июля 1315 года король Людовик скрепил Нормандскую хартию своей подписью и печатью, после чего при всеобщем ликовании представители Шахматной палаты и Генеральных Штатов присягнули соблюдать изложенные в ней принципы. Хартия была привезена в Руан, где хранилась в соборе Нотр-Дам.
Со времён Филиппа VI вошло в обычай, что каждый следующий король, принимая присягу на верность нормандского герцога, вслед за тем приносил клятву верности принципам и правам, изложенным в Нормандской хартии.

#### Торговые, экономические и прочие привилегии Руана
Руанская торговля славилась по всей Франции. Нормандская хартия, среди прочего, предоставляла городу обширные торговые привилегии. Так, руанцы могли свободно плавать по Нижней Сене, что предоставляло им широкие возможности для торговли с Англией, Фландрией, Голландией и странами Скандинавии. Кроме того, Руан вёл торговлю с Испанией и Португалией. С другой стороны, чужеземные купцы могли торговать в городе исключительно с разрешения и при посредничестве местной власти. Транзитная торговля требовала уплаты пошлины в городскую казну, хартия же запрещала торговлю иноземными винами, защищая таким образом городскую монополию на этот товар. Сам король не имел права пользоваться винными запасами города без уплаты соответствующей пошлины. О процветании торговли города свидетельствуют многочисленные хартии Руана. Главными конкурентами Руана были Париж и Фландрия, которые вели с ним ожесточённую борьбу за торговые привилегии.
Что касается самоуправления, то здесь Руан также имел собственную хартию вольностей. Особенно важным пунктом её было то, что король не имел права облагать руанцев налогами, не заручившись предварительно их согласием. Во главе города стояли сто выборных городских советников, или пэров, которые ежегодно должны были представлять королю трёх кандидатов на должность городского мэра, выходцев из самых богатых и уважаемых семей. Одного из них суверен лично утверждал в этой должности. Права мэра были весьма обширными. Так, мэр распоряжался доходами города, вмешивался в юридические и судебные дела, главенствовал на всех городских собраниях, контролировал подписание торговых договоров и т. п.

#### Внутригородские противоречия и борьба классов

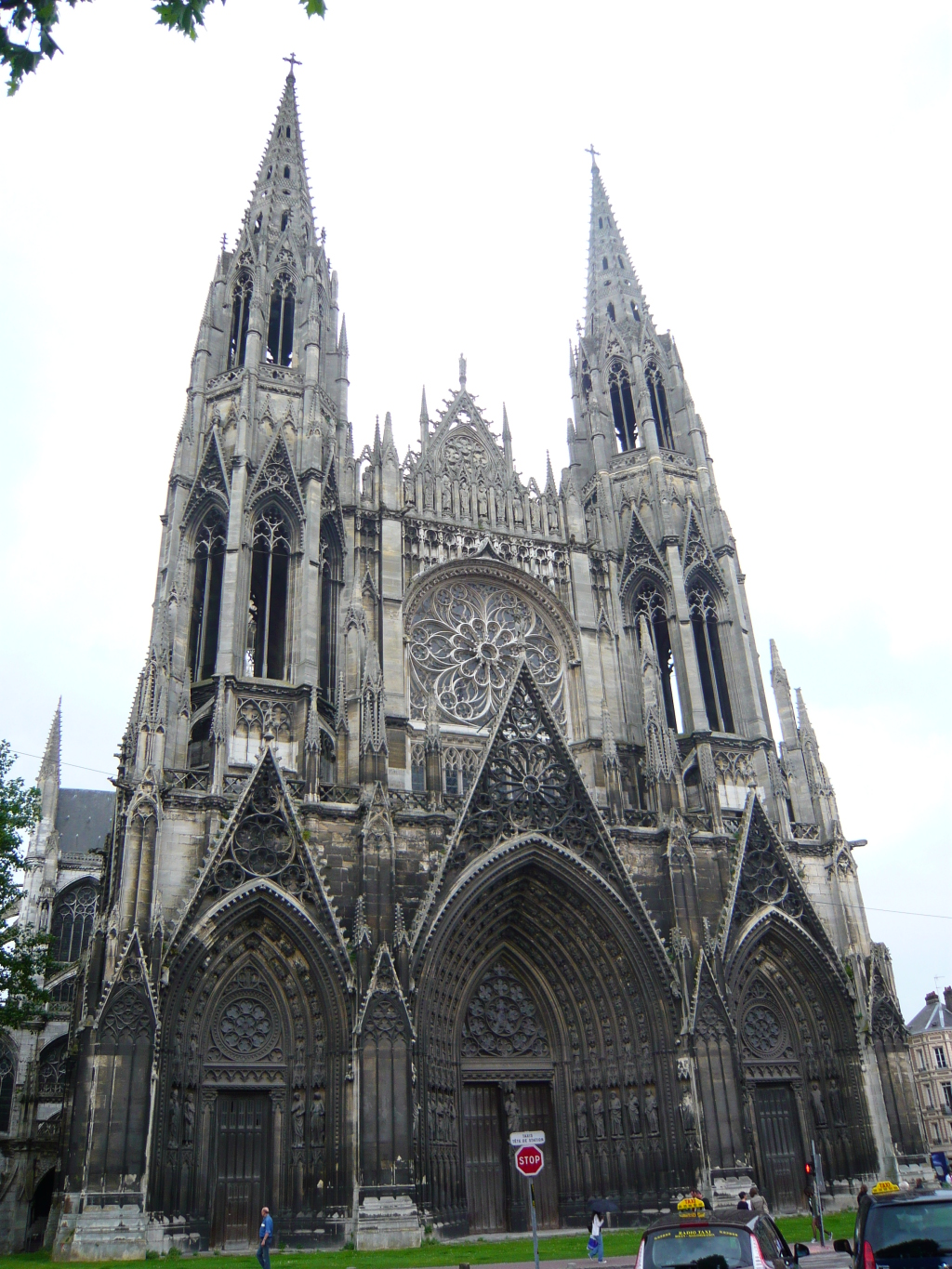
Собор аббатства Сент-Уан. Современная фотография

Все богатства города сосредоточивались в руках городской верхушки, состоявшей из богатых купцов во главе с мэром. Как то было в обычаях времени, городская верхушка пыталась переложить уплату налогов на плечи горожан из более низких слоёв, совершенно бесконтрольно распоряжаясь доходами коммуны. Это не могло не вызвать возмущений. Краткие упоминания о них появляются в хрониках с конца XIII века. В Нормандской хронике говорится, что в 1281 году был убит мэр Руана, в 1229 году разрушен дом сборщика податей, в 1298 году разграблены дома четырёх пэров, одного из них повесили. В ремесленных корпорациях шли раздоры между ткачами-шерстянщиками и торговцами.
Отношение королевского правительства к Руану было очень неоднозначным: с одной стороны, король предоставлял городу множество привилегий, которые ускоряли его развитие, а с другой — старался увеличить налоговые требования, вводя косвенные налоги, что шло прямо вразрез с обещаниями, данными в «Нормандской хартии». Результатом становились мятежи, время от времени начинавшиеся в городе. Когда, например, в начале XIV века король Филипп IV наложил на Руан тяжёлый налог (фр. maltote), то, по словам хрониста, «восстал весь город», выступив в защиту своих прав. Однако восстание это было жестоко подавлено, а город лишился «Нормандской хартии», которую удалось вернуть лишь через два года за немалую сумму. Низшие же слои горожан тогда отказались платить за восстановление города, выразили своё недовольство тем, что подати в городе распределяются неравномерно, и требовали от городского управления финансовой отчётности. Напряжённой ситуацией в городе воспользовалась королевская власть, чтобы уменьшить влияние патрициата и назначить собственных королевских комиссариев для сбора налогов.
Таким образом, ситуация в Руане на начало XIV века сложилась очень напряжённая. Город боролся против королевского правительства, сам будучи раздираемым борьбой между патрициатом и плебейством.
Кроме того, руанская коммуна беспрестанно вела борьбу с соседним землевладельцем — аббатством Сент-Уэн. Последнее было одним из богатейших и наиболее значимых монастырей Нормандии. Поначалу оно находилось в южном предместье Руана. На территории аббатских владений действовал свой устав, которому должны были подчиняться все держатели, сидевшие на монастырской земле. С разрастанием Руана аббатство оказалось в пределах городских стен и стало претендовать на судебную власть в некоторых ближайших к нему районах города. Городское правительство всячески этому противилось, стремясь лишить монахов их судебных прав, что приводило к столкновениям между противоборствующими сторонами. Кроме этой, были ещё и другие причины для конфликтов. Например, вассалы монастыря отказывались платить налоги, постановленные городским управлением. Ещё одной немаловажной причиной было то, что монахи претендовали на пользование лесами и мельницами в окрестностях Руана, несмотря на то, что право на их использование уже давно было куплено у короля городской коммуной. Возмущало горожан и то, что аббатство часто служило убежищем для мятежников, преступников и прочих врагов коммуны. Всё это выливалось в многочисленные стычки между городом и монастырём, нередко превращавшиеся в кровавые побоища.

### Руан накануне восстания

#### Нормандия в Столетней войне
С началом Столетней войны Нормандия первой приняла удар англичан. После битвы при Слёйсе в 1340 году большинство нормандских городов и деревень оказались разрушены. Руану удалось избежать такой участи, однако его жителей обязали платить громадные налоги на военные нужды. Например, после пленения короля Иоанна Доброго в битве при Пуатье руанцы должны были предоставить заложников, среди которых были два бывших мэра города, и выплатить пятую часть выкупа в 3 миллиона турских ливров. Руан не располагал такими деньгами, поэтому пришлось сделать заём во Фландрии под большие проценты. Для выплаты взятого кредита на горожан наложили новую чрезвычайную подать. После заключения мира в Бретиньи в 1360 году руанцы по королевскому приказу создали военный отряд в десять тысяч человек под руководством городского капитана и успешно боролись с местными разбойниками-бригандами.
В мирное время, предоставленное бретиньинским договором, экономическая жизнь Руана стала постепенно восстанавливаться. Новый король Карл V присягнул на Евангелии, что будет всячески покровительствовать городу и защищать его от королевских чиновников, если те будут заставлять руанцев платить непосильные налоги. По свидетельству хрониста, в царствование Карла V Руан переживал расцвет, и не было во всей Франции города «счастливее столицы Нормандии». Но в самом Руане всё было далеко не спокойно. Не прекращалась ожесточённая борьба с аббатством Сент-Уан; королевская власть и парламент поддержали аббатство, что вызвало новую волну недовольства в среде горожан. Вместе с тем были возмущены и торговцы, ведь королевские чиновники взяли под свой контроль торговые сделки, хотя их должен был контролировать мэр коммуны. В цехах шли распри между подмастерьями и мастерами, так как последние благодаря притоку беженцев из разорённых городов снижали заработную плату. Всеобщее недовольство вызывало также отсутствие какой-либо отчётности о доходах и расходах города.

#### Предшествующие события

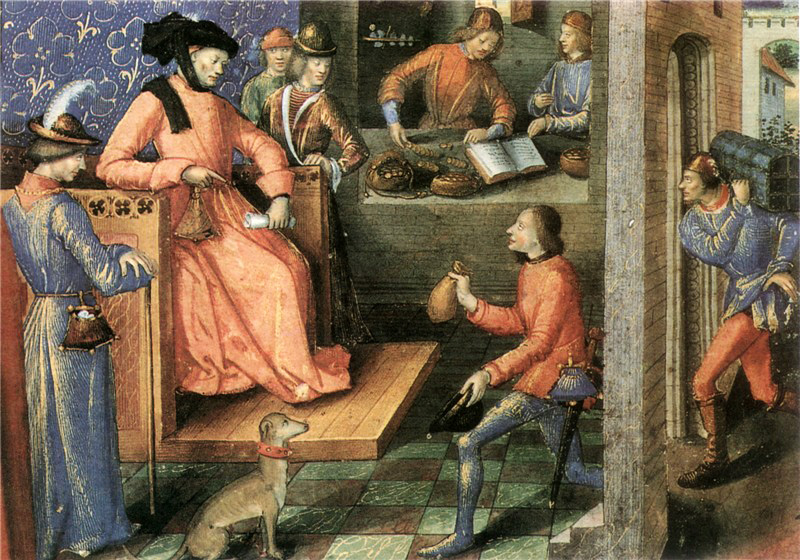
Карл V собирает налог с подданных. Средневековая миниатюра

Король Карл V, в бытность свою наследником престола носивший титул герцога Нормандского, до конца жизни сохранил любовь к «своей» столице. Он подолгу жил в Руане и, как отмечают хронисты того времени, едва ли не с религиозной пунктуальностью относился к Нормандской хартии, требуя от своих чиновников точнейшего соблюдения её предписаний. Руан за это время привык к вольности, экономическому благоденствию и процветанию. Всё изменилось в 1380 году, после смерти короля. Последняя воля монарха — отправить его сердце для захоронения в руанский собор — была выполнена со всей пунктуальностью, чего, однако, нельзя было сказать о другом его ордонансе, постановлявшем отмену фуажа — подымного налога — и некоторых других податей, взимаемых ранее на военные нужды. Этот указ был обнародован по всей Франции, в Нормандии его зачитали с церковных кафедр во всех городах.
Однако трое братьев покойного, ставшие регентами при малолетнем Карле VI и рассчитывавшие за отпущенный им срок до совершеннолетия нового монарха значительно поправить свои дела за счёт государственных средств, не собирались следовать этому указанию; тем более, что старшему из них — Людовику Анжуйскому — срочно требовались средства на организацию войска, с помощью которого он собирался отвоевать для себя неаполитанскую корону. Кроме того, в конце 1380 года англичане возобновили военные действия в Бретани и Лангедоке; таким образом, появился и формальный повод для взимания подати. Воспользовавшись им, а также объявив, что в ордонансе не указаны сроки, на которые отменяются налоги, регенты приказали возобновить их сбор. Генеральные штаты Франции отказались принимать такое решение. Регенты постановили созывать Генеральные Штаты каждой отдельно взятой провинции, полагая, что те окажутся сговорчивей. С этой целью 10 декабря 1380 года в Руане были тогда созваны и штаты Нормандии. Согласно свидетельствам современников, на этом весьма многочисленном собрании были представлены все три сословия провинции. Президент Счётной Палаты Жан Пасторель настаивал на том, чтобы ввести новый налог — вспомоществование (эд) в «8 либо 12 денье с ливра с продажи любого товара». Однако депутаты отказались голосовать за этот налог и согласились лишь на то, чтобы явиться на собрание Генеральных штатов, а после вынесения решения там Нормандия поступит так же, как и другие провинции.
Генеральные штаты Франции вновь собрались в Париже в январе 1381 года. Под их давлением регенты обещали отменить эд, однако обещание это так и не было выполнено. 25 января налоги были возобновлены по всей Франции, в том числе и в Нормандии. В провинции начались волнения. Пытаясь все же настоять на своём, регенты постановили вновь созвать штаты Нормандии 3 февраля в Лувье — городе, принадлежавшем местному епископу. Однако в назначенное время никто из депутатов не явился. Заседание перенесли на 17 февраля. Теперь уже под страхом конфискации имущества депутаты собрались и приняли решение на год ввести эд в размере «от 1 до 6 бланов с дыма, еженедельно на срок в один год» при условии, что собирать его будут не королевские комиссарии, а представители штатов. Таким образом, Нормандии на короткий срок удалось добиться финансовой независимости от короны; мечта о подобной независимости существовала с XII века, но не могла воплотиться в жизнь при сильном монархе. Слабость центральной власти и финансовые аппетиты регентов, казалось, предоставляют ей возможность наконец осуществиться. Таким образом, соглашение было достигнуто, и вскоре была сформирована комиссия из восьми человек во главе с архиепископом Руана. В полномочия этой комиссии входили сбор назначенного эда, установление срока сдачи податей, распределение их среди нормандцев, выдача расписок о получении денег и передача этих денег королю. Комиссия начала свою работу с апреля 1381 года. Карл VI в обмен на подобную уступку принёс присягу верности Нормандской хартии и даже обязался поддерживать местные вольности.
Налог должен был уплачиваться в три срока. В первый срок (весной 1381 года) деньги удалось благополучно собрать, но далее население наотрез отказалось платить. Причиной подобного сопротивления были доходившие из Парижа новости, будто бы столичные жители сумели силой вырвать у регентов обещание навсегда отказаться от политики косвенного налогообложения. Подобная «вольность» должна была распространяться на всю страну. Королевская власть со своей стороны требовала немедленной выплаты, однако в ответ на это в провинции снова начались волнения, длившиеся весь 1381 год. Налогов собрать не удалось. 23 октября представители сословий были в спешном порядке приглашены в Лувье, но ни к какому результату это не привело. Между тем, обстановка на севере становилась всё более напряжённой. Во Фландрии недовольство налогами и противостояние с королевской властью в январе 1382 года переросли в открытое восстание, парижане со своей стороны противились любым попыткам навязать им новый налог, объявляя, что «скорее умрут, чем станут платить». Не желая отказываться от своих намерений, принцы-регенты своей властью объявили об «увеличении вспомоществования» в Нормандии, считая, что на севере скорее, чем в мятежной столице, добьются своего. 15 февраля 1382 года с помощью угроз присланные ими чиновники вынудили собравшихся в Верноне представителей сословий ввести эд с купли и продажи вина и сукна. Сбор средств был, как и ранее, поручен королевским чиновникам, прежние же обещания были забыты. Местным представителям отводилась роль простых свидетелей, должных, впрочем, подавлять любое недовольство политикой центральной власти. Руанцы категорически воспротивились этому, ссылаясь на текст Нормандской хартии, гласившей, что король будет взимать с жителей Руана только «обычные» (то есть прямые) налоги. Кроме того, поправка, внесённая в хартию Филиппом-Августом, освобождала руанцев от уплаты налогов на продажу вина. Таким образом, указ Людовика Анжуйского ущемлял вольности Руана, столь ревниво охраняемые его жителями. Это и стало поводом к началу «Гарели».

## Гарель

### Восстание

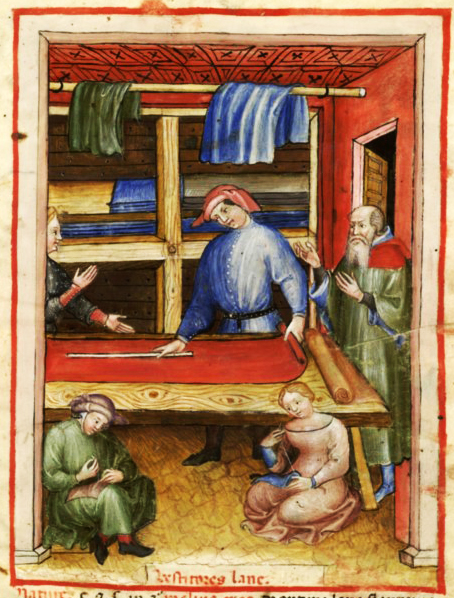
Суконщики. Миниатюра из Tacuinum Sanitatis. Конец XIV века

Руан узнал о повышении налогов 8 дней спустя, 23 февраля, когда после воскресного богослужения священник, как то полагалось по обычаю, зачитал указ с церковной кафедры. Начало волнению положили рабочие-суконщики. Впрочем, по мнению Жоржа Лекарпентье, посвятившего специальное исследование руанскому восстанию, за спиной их стояли богатые виноторговцы, чьи доходы от нового указа должны были пострадать особенно сильно. По свидетельству нормандского хрониста Пьера Кошона, некий торговец, чьё имя осталось неизвестным, сразу после окончания мессы обратился с речью «к медникам, суконщикам и иным, одетым в бедное платье». Напомнив горожанам о Нормандской хартии и городских вольностях, он в самых мрачных красках изобразил будущее, которое их ждёт в случае исполнения королевского приказа, не призывая, впрочем, к открытому неповиновению. Вполне возможно, что речь сопровождалась возлияниями. Вино развязало языки, заговорили о мятеже, но ничего не произошло, и толпа, пошумев и поспорив, разошлась по домам.
Восстание вспыхнуло на следующий день, 24 февраля, в первый день Великого поста, когда «вся эта чернь в количестве около 200 человек… потерявших разум от пьянства», как её презрительно называет Кошон, собралась на Старом рынке, требуя отмены налога, и устроила в городе беспорядки. Девизом восставших стал «аро!» — призыв к справедливости против сборщиков налогов и правительства, которое подобные налоги навязывает силой. Восставшие ударили в колокол на городской ратуше, называемый Ла Рувель. Его звон сопровождал восстание до самого конца. Городские ворота заперли, и отныне из города никто не мог бежать.
Тогда же восставшие суконщики, отказываясь повиноваться «нечестивой» центральной власти, выбрали собственного «короля» — Жана Легра, богатого представителя своей корпорации. Исследователи расходятся между собой во мнении, должен ли был служить подобный шаг простой насмешкой над королевской властью, или всё происходило совершенно серьёзно. Указывается, что Легра был главой («королём») корпорации суконщиков, составившим своё состояние на торговле. В городе он сам и его семья пользовались уважением. Но, как бы там ни было, никакой власти над взбунтовавшейся толпой этот новоявленный «король» не имел. Более того, он сам был вынужден повиноваться своим «подданным» под страхом смерти.
Первым шагом восставших было формальное освобождение от подати. Легра, силой приведённый на кладбище Сент-Уан, обычное место городских собраний, торжественно объявил народ «отныне свободным от всяческого налога и вспомоществование упразднённым и потерявшим силу». Эти слова были затем повторены по всему городу специально посланными герольдами. «Зрелище столь нелепое воистину могло вызвать у рассудительных людей только смех, — с негодованием писал парижский хронист Жювеналь дез Юрсен, — однако бесчисленная толпа, лишенная разумения», приняла это объявление как возможность свести счёты со всеми своими обидчиками. Разгорячённая толпа кинулась к Легра, жалуясь на обиды, крича и требуя «правосудия». Он же, понимая, что любое сопротивление закончится немедленной расправой, ответил им единственным словом: «Действуйте». Дальнейшее не заставило себя ждать.
По всему городу начались убийства сборщиков налогов, но этого расходившейся толпе было мало. Гнев её немедленно обратился против городской верхушки и нотаблей, наживавшихся за счёт налогов, «защитников городских вольностей исключительно на словах». Если действующему мэру, Роберу Дешампу, в тот момент удалось избежать гнева мятежных горожан, то в доме бывшего мэра Геру де Маромма, по выражению нормандского хрониста, «много зла причинившего ранее бедным горожанам», повстанцы поломали мебель и выбросили её на мостовую, выпили часть запасов вина из погреба, выбив днища у оставшихся бочонков и вылив содержимое прямо на землю и нанеся убытков на сумму 2—3 тысяч турских ливров. Из тюрем были выпущены заключённые. Разграблены были дома и других бывших мэров — Гийома Алоржа, Юда Клемана и Жана Треффилье, но всем троим удалось укрыться в монастыре францисканского ордена и таким образом спастись.
На второй день восстания городская верхушка попыталась восстановить контроль над ситуацией. Спешно вооружившись, буржуа всю ночь несли стражу на паперти Нотр-Дам, у церкви Сент-Годар и, наконец, на кладбище Сент-Уан. Впрочем, успокоения городу это не принесло, грабежи продолжались и ночью. На сей раз их жертвами стали священники, ростовщики, иудеи. Хроники извещают о гибели двух человек — некий Герро Пулен был убит на месте, а не названный по имени еврей утоплен в Сене. Впрочем, городские власти уже оправились от первого потрясения, «в ту же ночь арестовав множество сказанных разбойников».

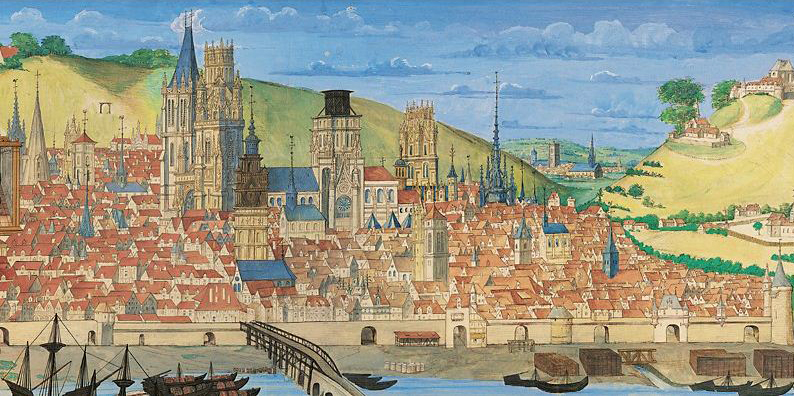
Вид на Руан (фрагмент, на котором изображён район собора Нотр-Дам и сам собор). Фронтиспис из книги Le Livre des Fontaines. 1526 год

Город не успокоился и во вторник, 25 февраля. Расправившись со светскими налогами, горожане собирались освободиться также от церковного гнёта. Первой жертвой стал капитул собора Нотр-Дам, которому волей покойного монарха дарована была возможность взимать подать с крытого рынка и городских мельниц. Получаемый таким образом ежегодный доход составлял до 300 турских ливров. Капитул в полном составе обязали прибыть к сент-уанскому кресту, неся с собой дарственное письмо Карла V. На глазах у монахов и тут же собравшейся толпы письмо было уничтожено.
Следующими в списке должны были стать сент-уанские монахи, с которыми светская власть уже долгое время вела тяжбу за привилегии. Предполагается, что городская верхушка, предусмотрительно оставаясь в тени, направила народное недовольство против аббатства, равно отвлекая внимание от себя и получая возможность свести счёты с давними противниками. Монастырь был окружен восставшими, двери высадили топором, юридические акты, дававшие монахам привилегии за счёт города, и королевские хартии, старейшая из которых была подписана Лотарем I, были единой охапкой вынесены вон и брошены в костёр. Руанские власти поспешили закрепить достигнутую победу собственным законодательным актом, который должен был «на вечные времена» запретить аббатам требовать возвращения утерянной ренты, составлявшей 200 ливров годовых. Однако без подписи самого аббата подобный документ был бы недействителен, и толпа рассыпалась по всему монастырю, пытаясь его разыскать. Наконец, в руки восставших попал коадъютор монастыря, который указал, что престарелый и тяжелобольной аббат находится в одном из монастырских поместий — Биореле. Толпа бросилась туда, разломав по дороге несколько монастырских виселиц, наконец, криками и угрозами вынудила старика выйти из своей кельи и подписать всё, что от него требовалось.
Восстание против налогов превратилось в тотальное преследование всех богачей и против королевской власти как таковой. Следующий день, 26 февраля, начался с очередного собрания на кладбище Сент-Уан, куда под угрозой разграбления его дома и убийства семьи был доставлен адвокат Тома Пуньан, бальи Аркура. Из городской мэрии доставлена была Нормандская хартия, которую Пуньан должен был прочитать вслух. Опять же силой, к присяге на верность городским вольностям принудили аббата монастыря Св. Катерины, декана и капитул городского собора в полном составе, официала и приоров монастырей Пре-де-ла-Мадлен, Монт-о-Малад, всех городских чиновников и королевского прокурора, призванного представлять в городе интересы короны. Сюда же под конвоем были доставлены сент-уанские монахи, которых также публично заставили поклясться, что они не питают вражды к городу и не собираются мстить за произошедшее.
Но и этого восставшим горожанам было мало. Разгорячённая легкими победами толпа атаковала королевский гарнизон, стоявший в руанской крепости. В этот момент в среде руанцев произошел раскол. Зажиточные горожане, вполне удовлетворённые результатом, не желали более рисковать. Но попытка унять «чернь», пытаясь втолковать им, что если всё случившееся ранее можно было представить исключительно внутригородским делом, убийство королевских солдат не могло расцениваться иначе как прямой бунт и неповиновение королю. Однако все попытки умиротворения пропали даром, и кое-как вооружившаяся толпа, ворвавшись в замок, расправилась с его комендантом, но дальше дело не пошло — закалённые в боях солдаты обратили нестройную толпу в бегство. Среди нападавших были убитые и раненые.

### Попытка переговоров

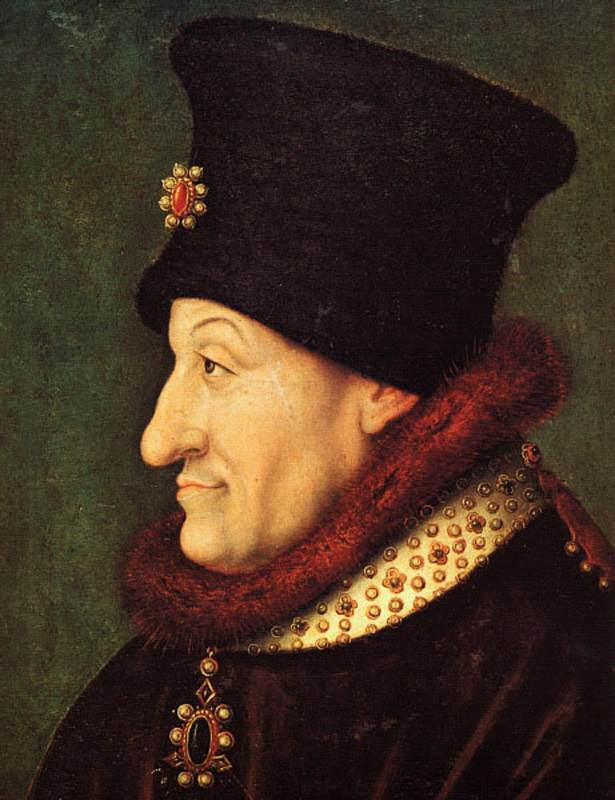
Портрет герцога Бургундии Филиппа II Смелого, принца-регента Франции во время малолетства Карла VI. XVI век

Сокрушительное поражение, которое толпа горожан потерпела в замке, несколько остудило горячие головы. Даже самым отчаянным стало ясно, что наказания не избежать. Возбуждение сменилось растерянностью, и в этот момент городские нотабли сумели не упустить свой шанс. Было решено направить к королю депутатов, в обязанности которых входило выхлопотать городу прощение и отстоять старинные вольности. Спешно собранная депутация, в состав которой вошли несколько адвокатов, клириков, нотаблей и представителей городской верхушки, отправилась к Карлу VI. Следует сказать, что время для подобного примирения было выбрано очень неподходящее. Старший из троих дядей, Людовик Анжуйский, известный своей дипломатической изворотливостью, успел отбыть в Италию, государством в его отсутствие практически единолично правил герцог Филипп Бургундский. Более того, пример Гента и Руана оказался заразителен, в самой столице вспыхнуло восстание, известное под именем «майотенского мятежа». Делегация обнаружила короля и двор в Мо, где двор нашёл себе временное пристанище, и вынуждена была вернуться с пустыми руками. Принцы-регенты наотрез отказались принять её. Единственный ответ, который удалось получить от них, был неутешителен. Дословно он звучал следующим образом: «Король в скором времени прибудет в Руан. Он знает, чья кошка сало съела!» Примерное наказание руанцев должно было устрашить парижан, справиться с которыми у регентов не было сил.

### Конец восстания
При известии об этом отказе горожан охватили уныние и страх. Жан Легра и ещё один «зачинщик», имя которого хронисты не называют, бежали прочь из города. Третий предпочёл покончить с собой. Король во главе своей армии неспешно приближался к городу, лишь 23 марта («в воскресенье Judica me») достигнув Пон-де-л’Арш, в 18 км от города. В это время королевский совет, сменив гнев на милость, постановил всё же выслушать руанскую делегацию и затем подвергнуть её допросу, чтобы досконально разузнать о произошедшем и выявить имена виновных. После долгих мытарств и хлопот руанцы всё же сумели предстать перед королём. Смысл произнесённой перед королём речи, по выражению Жоржа Лекарпантье, несложно было угадать — «во всем виноват Жан Легра и его приспешник, „каковые ныне находятся в бегах“, а также мелкий люд, известный своей беспорядочной жизнью, каковой монарх может вешать в своё удовольствие». Выгораживая себя, городские нотабли указывали, что сами пострадали от восстания, дома многих из них были разрушены, имущество подверглось разграблению. Особого впечатления эти речи не произвели, в самом деле, принцы-регенты видели в «руанском деле» возможность не только устрашить непокорную столицу, но и значительно пополнить свой бюджет за счёт штрафа, которому должен был подвергнуться мятежный Руан.
В самом городе несколько горячих голов предложили закрыть перед королём ворота и не впускать его в город вплоть до того, как он пообещает полное прощение, однако городские нотабли, которым подобный шаг показался уж слишком радикальным, пришли к решению смягчить монарший гнев, достойно наказав мятежников. В следующие за тем дни на плаху положили головы шестеро «наиболее виновных», ещё двенадцать человек были заключены под стражу в замок Фонтен-де-Бург. Кроме того, горожанам был отдан приказ «каждому лично снести своё оружие» в руанский замок, чему горожане повиновались неохотно и всё же без видимого сопротивления. Сюда же, в замок, принесены и цепи, которыми, по господствовавшей тогда тактике, перегораживали улицы, чтобы таким образом затруднить действия неприятеля. С ворот Монтенвилль, через которые королю предстояло въехать в город, сняты были засовы, и наконец, всё, казалось, было готово к монаршему визиту.

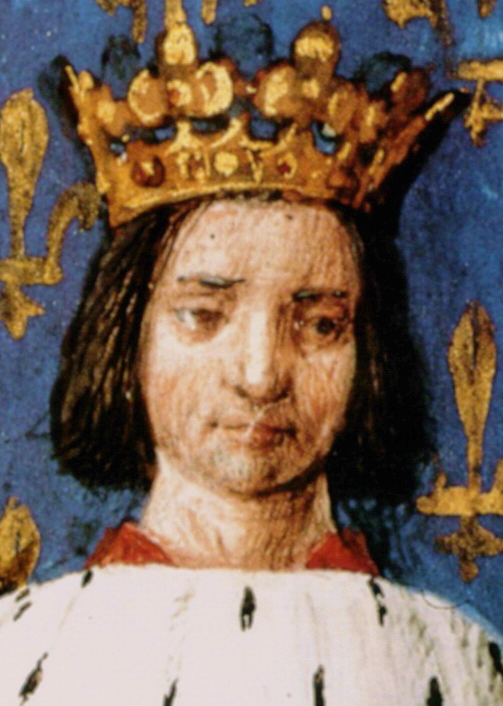
Юный король Карл VI. Фрагмент средневековой миниатюры

29 марта, «в канун Пальмового воскресенья», король наконец покинул Пон-де-л’Арш и неспешно направился к городу. Ему навстречу в поле, за два лье от городских ворот выехало 600 конных представителей городской знати, все как один одетые в камзолы, наполовину сшитые из лазурной, наполовину из зелёной ткани. Простые горожане встречали Карла громкими приветственными криками, всем своим видом показывая, что король въезжает в лояльный город, ликующий по поводу его визита. Улицы от ворот Монтенвилль, «вплоть до ворот Гран-Пон», по которым предстояло следовать королевскому эскорту, выстланы были коврами. Однако все усилия отнюдь не увенчались успехом, и надежда сменилась страхом при виде того, как королевский эскорт движется молча «с обнажённым оружием», единственно (по приказу регента — Филиппа Смелого) бросив горожанам «вымаливайте себе милость с верёвкой на шее». Остановившись возле колокольни, герцог приказал немедленно сбросить на землю колокола, звонившие во время восстания. Приказ был исполнен немедля, и колокол Ла Рувель спущен на землю. Для горожан большего не требовалось — снятие колокола было символическим актом, уничтожавшим городские вольности.
Лекарпантье полагает, что таким образом герцог пытался заставить горожан откупиться от него как можно большей суммой — и своего добился. По обычаю, монарху, посетившему город, следовало поднести подарок, и, посовещавшись, городские нотабли решили поднести ему золотую посуду, а чтобы взять на то средства, пустить с молотка серебро, принадлежавшее религиозным братствам, — подсвечники, блюда, священную утварь. Всего королю было поднесено посуды на сумму в 1200 марок золотом, герцогу бургундскому — 50. В результате городская коммуна навлекла на себя только позор, кощунственная распродажа «божьего достояния» не могла не вызвать шок; смягчить монарший гнев (или точнее будет сказать — удовлетворить финансовые аппетиты герцога бургундского) столь простыми средствами было невозможно. Вопреки ожиданиям, королевское правительство не вернуло руанцам «старинные вольности», а, наоборот, распустило коммуну и отменило привилегии на перевоз товаров. Должность мэра была упразднена, отныне город должен был перейти под прямое управление королевского бальи. В знак того, что город отныне и навечно лишается права на самоуправление, король приказал не только снять с ратуши остальные колокола, но и разрушить её до основания.
И, наконец, 5 апреля того же года горожанам удалось в обмен на очередное щедрое подношение, а также «во славу святой и благословенной недели» получить у короля обещание не казнить и не подвергать никакому наказанию виновных, за исключением первых двенадцати арестованных и тех, кто продолжал скрываться. После чего в пасхальное воскресенье король покинул город, перед тем назначив новым его капитаном Гийома де Беланжа.

### Утверждение налога
Пытаясь придать откровенному насилию характер законности, король (точнее, герцог Бургундский) вновь приказал собрать Генеральные штаты Нормандии. 7 апреля 1382 года Генеральные штаты согласились ввести налог в 8 денье с ливра за каждый проданный товар, а также десятину с продажи вин и 20 су за мюид соли — с оговоркой, что решение вступит в силу, если за него проголосуют Генеральные штаты и прочих провинций королевства, а также если налог будет собираться специально для того назначенной местной комиссией.
Если герцог надеялся, что примерное наказание руанцев устрашит непокорный Париж, да и всю страну, и новый налог будет выплачиваться без сопротивления, нормандцы полагали, что королевское правительство не дойдёт до крайности, имея за спиной бунтующую столицу. Ситуация оказалась патовой, но обеим сторонам удалось договориться, что Генеральные штаты Франции соберутся восемь дней спустя в Компьене, где нормандская делегация клятвенно обязалась присутствовать.
Собравшиеся в Компьене 15 апреля Генеральные штаты Франции наотрез отказались вотировать новый налог ранее, чем получат на то согласие на местах. Бесплодные пререкания продолжались в течение месяца. Но герцог, которому спешно требовались средства для похода для усмирения бунтующего Гента, справедливо полагая, что разгром фламандцев отнимет надежду у французских мятежников, вновь приказал нормандским Генеральным штатам собраться в июне, назначив местом для этого Понтуаз. Солгав депутатам от трёх сословий, что средства будут истрачены на войну с Англией, он, наконец, добился их согласия вотировать единовременный налог (субсидию) на содержание 600 пеших воинов и 200 лучников. По предложению Этьена Мустье, капитана Арфлёра, для сбора нужной суммы был утверждён налог «с продажи вина и иных напитков, а также с продажи сукон». Таким образом, не отдавая себе в том отчёт, нормандцы подписали приговор самим себе. Герцог же, затаив злобу, ждал только повода, чтобы примерно наказать их за столь упорное сопротивление. Этот повод вскоре представился.

### Вторая Гарель

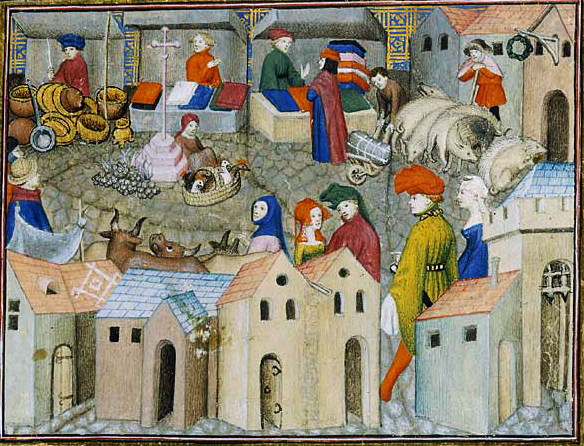
Рынок. Миниатюра из «Le Chevalier errant». Франция, ок. 1400—1405

После отъезда короля в городе наступило видимое облегчение. Из тюрем были выпущены узники, содержавшиеся там по обвинению в мятеже. Из оставшихся двенадцати шестерых повесили «в воскресенье, именуемое Квазимодо», остальных также отпустили. Горожанам, присягнувшим в верности королю, вернули оружие, цепи были также переданы в распоряжение городского гарнизона.
Новый налог следовало начать вносить с 1 июля того же года. Виноторговцы исправно заплатили свою десятину, но в деле торговли сукном ситуация повернулась иначе. Если в течение первого месяца всё прошло гладко, в пятницу, 1 августа 1382 года, в базарный день, едва лишь сборщики установили свои столы на Суконном рынке, началась вторая Гарель. Один из этих столов опрокинули на землю, начавшееся вновь среди суконщиков и мясников возмущение грозило перекинуться на город, однако новоназначенный капитан удержал ситуацию под контролем, приказав арестовать несколько суконщиков и отправить на плаху мясника по фамилии Корнетт, имевшего неосторожность прилюдно заявить, что нечего жертвовать собой «всем ради желаний одного». Второе восстание, длившееся всего несколько часов, не получило развития. Напряжение в городе чувствовалось ещё в течение недели, но уже в следующую пятницу в Руан спешно прибыл маршал Франции де Бленвилль, пользовавшийся в городе большим уважением. Ему удалось уговорить суконщиков смириться, и в тот же день сбор налогов на Суконном рынке возобновился без всяческих иных эксцессов. Решив не испытывать больше судьбу, городские нотабли немедленно отправили очередную делегацию в Париж, поручив ей добиться королевского прощения под тем предлогом, что виновны в случившемся были некие «иноземцы», затесавшиеся в толпу на рынке.
Герцог Филипп торжествовал — повод для окончательной расправы над руанцами был найден. Однако он не спешил. Вначале требовалось разгромить гентцев и тем самым отнять у парижан и жителей Нормандии всякую надежду на вооружённую поддержку. Действительно, в битве при Роозбеке армия Гента под командованием Филиппа ван Артевельде была наголову разбита, её предводитель пал на поле боя. Нормандские Генеральные штаты осознали свою оплошность слишком поздно. Окончательно всяческая надежда исчезла после разгрома парижских майотенов. Оставалось униженно молить победителя о пощаде.

## Репрессии
Очередная делегация предстала перед регентским советом и получила категорический отказ. На просьбы руанцев герцог Филипп ответил упрёками в недостаточной верности делу короля и попытках уклониться от исполнения своего долга. В Руан было направлено для суда и расправы трое герцогских комиссариев — Жан Пасторель, президент Счётной палаты, Жан де Новиан и, наконец, адмирал Франции Жан де Вьенн. Все трое прекрасно были знакомы с нормандскими обычаями и укладом жизни в провинции. В помощь комиссариям был дан солидный отряд, готовый противостоять неповиновению и силой обеспечить выполнение их приказов и решений.
Руанцы, в этот раз не чувствовавшие за собой никакой вины, приняли королевских посланцев со всей доброжелательностью. Толпа бурно приветствовала их при въезде в город, нотабли предстали перед посланными, чтобы доложить об исполнении королевских приказов, касавшихся Руана. По общему мнению, королевские комиссарии прибыли для суда над виновными в первом мятеже. Однако трое посланных держались замкнуто и враждебно и, почти не вступая в переговоры с горожанами, проследовали в руанский замок. Вызвав к себе городских нотаблей, Пасторель объявил прощёные грамоты, ранее дарованные городу, недействительными по причине событий 1 августа и прямо обвинил городскую верхушку в молчаливом содействии бунтовщикам.

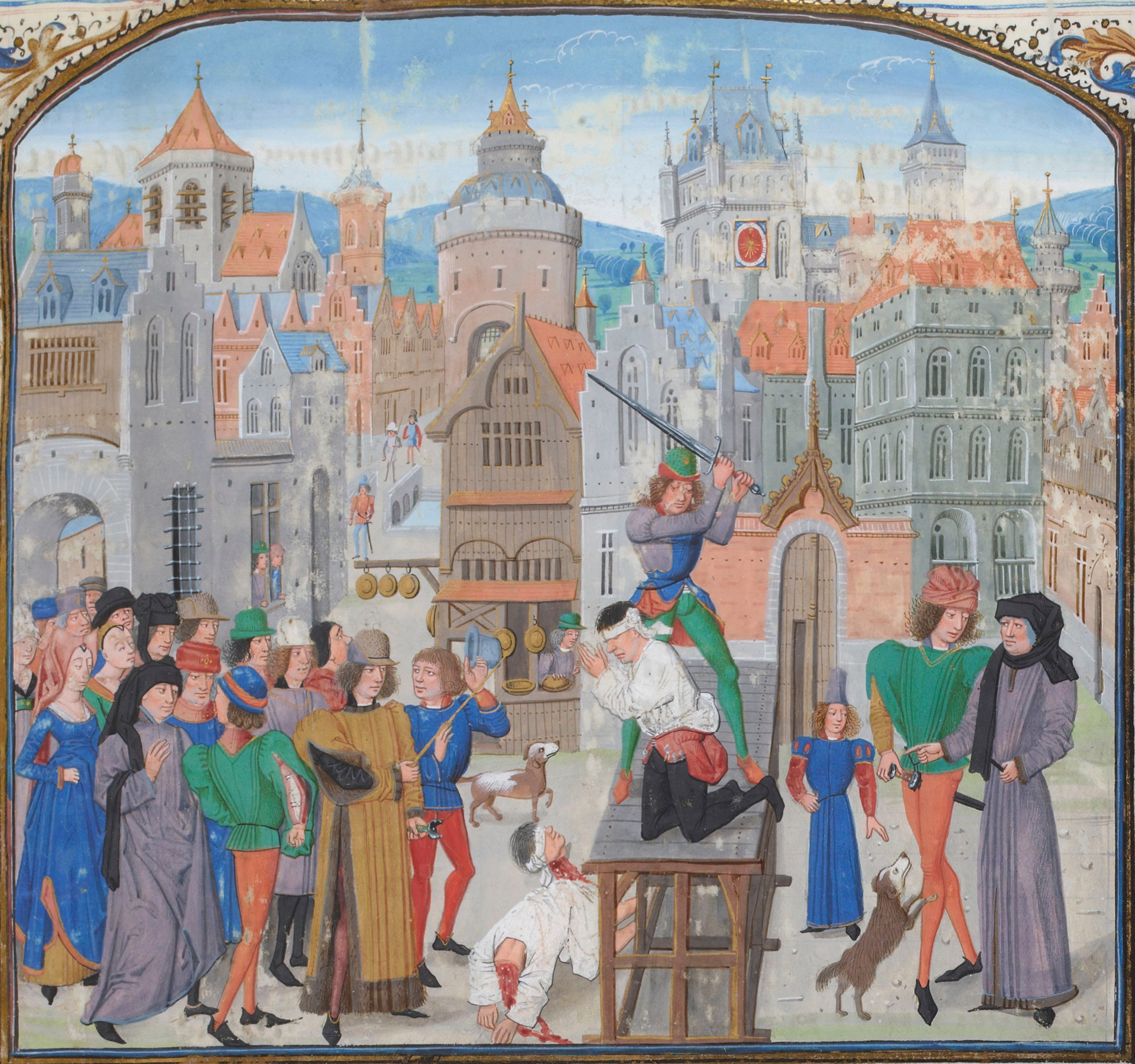
Публичная казнь. Миниатюра из «Хроник Фруассара», XV век.

Жители города поплатились за этот мелкий бунт ещё дороже, чем за первый. Королевские комиссарии приказали арестовать 300 человек, что сопровождавший их военный отряд исполнил в тот же день. По мнению Жоржа Лекарпантье, эти аресты должны были устрашить горожан и заставить как можно дороже заплатить за свою безопасность. Действительно, в городе воцарилась атмосфера страха, полная неизвестность порождала панические слухи. К королю отправилась очередная делегация, на сей раз для того, чтобы искать у него защиты от герцогских комиссариев. Король подтвердил своё решение новой грамотой, которая должна была обеспечить «сказанным горожанам… милость и прощение». Однако трое комиссариев, по всей видимости руководствуясь секретным приказом герцога, проигнорировали королевскую волю и вместо того, чтобы отпустить арестованных, разделили их «на три класса» по степени вины, сами назначив себя судьями. Тех, кто, по мнению герцогских посланцев, противился королевской воле и призывал к убийству сборщиков податей (как правило, представителей беднейших слоев населения), приговорили к смертной казни. Другим, долгое время продержав их в тюрьме без всякого объяснения, предложили выбор: либо купить своё освобождение, либо предстать перед судом. И, наконец, третьим было предложено дать немалые суммы «в долг» или попасть в тюрьму на неограниченный срок. Собранные средства шли мимо королевской казны, обогащая как самого герцога, так и его присных. Кроме того, на город был наложен огромный штраф в 100 тыс. турских ливров. В результате кто-то бежал из города, многие были изгнаны. Те, что остались, были вынуждены платить, при этом наиболее тяжело пришлось не нотаблям, которые быстро восстановили своё финансовое положение, а средним слоям населения, у которых почти не было денежных резервов.
Позднее король своей властью простил половину этой суммы, «каковые деньги должны были быть выплачены менее чем за полгода, в течение вышеназванного года 1383, как то 25 тыс. в мае месяце, 5 тыс. в течение первой недели следующего за тем июля, и 10 тыс. в течение следующего за тем августа, и, наконец, 10 тыс. к празднику святой Девы Марии, что в декабре, ибо город весьма обеднел».
Ввиду того, что посланные отказывались считаться с королевским приказом от 27 марта, ссылаясь на то, что по факту второй Гарели он стал более не действителен, очередная делегация отправилась в Париж хлопотать о новом прощении, которое удалось получить 18 июня. Однако и это не могло охладить пыл герцогских комиссариев. 13 июля Пасторель снял секвестр, тяготевший над городских имуществом со времён первого мятежа, но при том игнорируя королевское разрешение, которым городу позволялось под залог этого имущества уменьшить свой долг на 30 тыс. ливров. И наконец, вступая в прямое противоречие с королевским приказом простить Руану 5500 ливров, когда-то взятые короной в долг для формирования армии, и с собственным обещанием выплатить или вычесть эти деньги из необходимой для выплаты суммы, комиссарии объявили королевский долг аннулированным, а сумму подлежащей к выплате. Общая сумма штрафа составила, таким образом, 65 тыс. турских ливров. Вновь горожане попытались добиться у короля отмены этого указа и преуспели в этом. Комиссарии, однако, упорствовали, не собирались совершенно отказываться от своих намерений и в конечном итоге согласились простить лишь 5 тыс., составлявших долг короля перед городом, жёстко настояв на выплате остальной суммы.
Сбор средств затянулся до праздника Богоявления 1407 года, для выплаты необходимых сумм Нормандия была вынуждена прибегнуть к займам; в результате грабительских поборов руанский диоцез обнищал настолько, что вплоть до конца 1383 года не в состоянии был платить более четверти налога, утверждённого Генеральными штатами в Лувье.
Но на этом злоключения города отнюдь не закончились. Руанский колокол король подарил двум своим панетариям, но город счёл для себя делом чести после бесплодных обращений к королю и его совету выкупить Ла Рувель за немалую сумму. Кроме того, считавшие себя ограбленными члены капитула собора Нотр-Дам, пользуясь тем, что королевская грамота от 5 апреля позволяла «обиженным» судиться с мэрией, в 1384 году подали прошение в Шахматную палату о возмещении убытков, причинённых собору во время первого мятежа, а также дополнительном вознаграждении за служение мессы за упокой души короля Карла V (31 октября 1381 года). Шахматная палата постановила удовлетворить этот иск. Более того, Карл VI своим указом подтвердил права капитула, добавив к прежним новые милости. Вдохновившись этим примером, сент-уанские монахи также принялись хлопотать перед судьями о возмещении ущерба, нанесённого монастырскому имуществу во время первого мятежа. За отсутствием документов нет возможности сказать, к какому итогу это привело. Известно лишь, что аббатству удалось добиться восстановления утерянных прав. Так как городской совет медлил с решением, жалоба вновь была подана в Шахматную палату и полностью удовлетворена. Для того, чтобы восстановить прежние границы аббатства и его прежние права, пришлось опрашивать стариков, так как в монастырском архиве не уцелело ни единого документа. Сломанные во время первого мятежа виселицы также были восстановлены, и о прошлом уже ничего не напоминало.

## Последствия

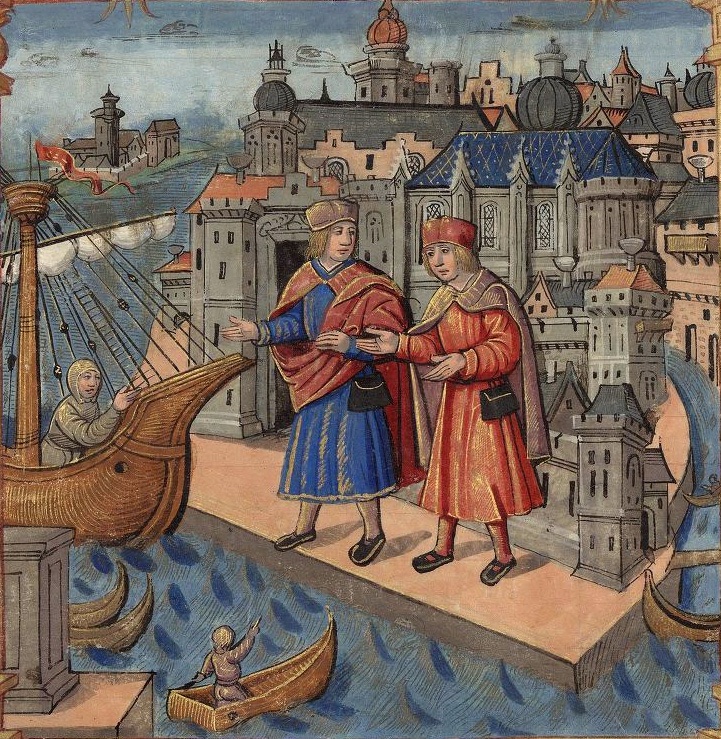
Торговля в морском порту. Миниатюра из «Книги» Марко Поло, XVI век

Первейшими последствиями Гарели стали анархия и неразбериха. В наказание за мятеж город лишился самоуправления, мэр и вслед за ним весь городской совет были отстранены от власти и не могли более контролировать ситуацию, королевский бальи задерживался с приездом. С городских улиц исчезла стража, повинуясь королевскому запрету, горожане перестали натягивать поперёк улиц железные цепи. В результате этого грабежи, убийства и разбой, особенно в ночное время, стали привычным делом. Кроме того, лишённые всякого контроля городские корпорации принялись отчаянно конкурировать между собой, любым способом пытаясь разделаться с противником. Внутри их самих процветало право сильного. В результате внутренняя торговля погрузилась в хаос. Ситуация во внешней торговле была не лучше. В наказание за мятеж город фактически лишился всех привилегий, защищавших руанскую торговлю на Нижней Сене, Парижская купеческая компания, постоянно соперничавшая с Руанской, немедленно захватила инициативу в свои руки. Фландрия также немедленно воспользовавшись ситуацией в норманской столице и назначила для руанских купцов высокие пошлины за продажу товара. Руанской экономике грозил развал, однако монарх, для которого столица Нормандии была источником немалых доходов, был отнюдь не заинтересован в её гибели.
Со временем порядок стал восстанавливаться, торговые привилегии были постепенно возвращены городу, в 1387 году король своим указом восстановил монополию руанцев касательно торговли на Нижней Сене. Двадцать лет спустя после произошедшего экономика Руана процветала вновь, причём богатство города количественно даже превосходило уровень, бывший до восстания. Но городское самоуправление и городские вольности были потеряны уже навсегда, и с того времени Руан стал частью французского королевства, более не отчуждаемой. Со временем изменилось и само мироощущение нормандцев, и в Столетней войне они в конечном итоге приняли сторону французского короля, не помышляя более об автономии.

## Комментарии
1. ↑  Этого Пьера Кошона (Pierre Cochon), нотариуса апостолической канцелярии и автора «Нормандской хроники», не следует путать с епископом Пьером Кошоном (Pierre Cauchon), судьей Жанны д’Арк.
2. ↑  Фамилия Легра (Legras) обозначает «жирный», и сам её носитель по свидетельству документов того времени отличался немалыми размерами.
3. ↑  Что касается этого штрафа, источники несколько расходятся между собой. Если верить Пьеру Кошону, король простил горожанам 40 тыс. долга, так что к декабрю оставалось выплатить 20 тыс. Сохранившаяся прощеная грамота, исходившая из королевской канцелярии, говорит о прощении половины суммы. Жорж Лекарпантье, пытаясь разрешить это противоречие, предполагает, что Кошон, прекрасно знавший об истинном положении дел в Нормандии, даёт таким образом понять, что королевские «комиссарии», отнюдь не обязанные считаться с приказами, исходившими из Парижа, настояли на выплате ещё 10 тыс.